# 喬萊

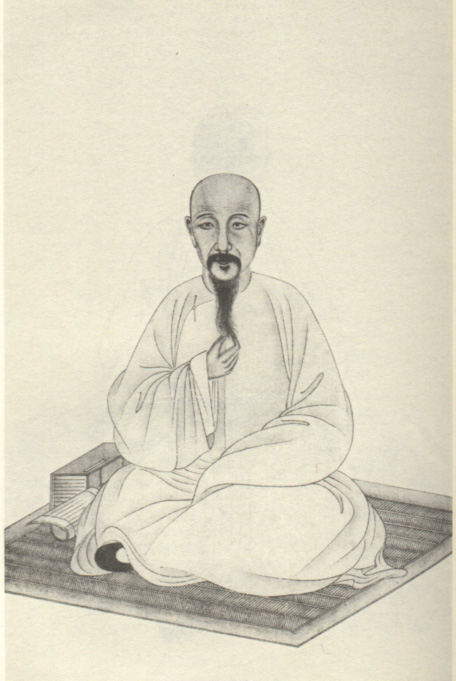
《清代學者象傳》第二集之喬萊像

喬萊（1642年—1694年），字子静，號石林，南直隸揚州府寶應縣（今江蘇省寶應縣）人，清朝政治人物、進士出身。

## 生平
喬萊父親喬可聘為明朝監察御史，有聲名。中康熙二年鄉試，康熙六年，喬萊登進士，授內閣中書，十一年，充順天鄉試同考官。以父老請歸終養，尋丁憂。服除，補原官。康熙十八年，試博學宏詞，改授翰林院編修，參與修撰《明史》，后負責廣西鄉試，入朝充實錄館纂修官，遷翰林院侍讀。康熙二十六年，罷免歸鄉。曾在宝应造纵棹园、画川书院。著有《易俟》二十卷，《縣志》二十卷，《詩文集》若干卷。

## 家族
曾祖喬邦從，祖喬份，不仕。父喬可聘，明天啓二年進士，掌河南道御史，以廉直聞。母王氏。

## 延伸阅读
[在维基数据编辑]
 《清史稿/卷484》，出自趙爾巽《清史稿》